# 黑兴根
黑兴根（德語：Hechingen，發音：[ˈhɛçɪŋən] ⓘ）是德国巴登-符腾堡州蒂宾根行政区措伦阿尔布县的城市，面积66.41平方千米，2023年12月31日人口为19,475人。

## 友好城镇
黑兴根与以下城市结为友好城市：
- 法國 茹埃莱图尔（1973年）
- 德国 林巴赫-上弗罗纳（1990年）
- 匈牙利 霍德梅泽瓦沙海伊（1994年）